# Парламентские выборы в Норвегии (1915)
Парламентские выборы в Норвегии проходили 1 октября 1915 года, 2-й тур — с 22 октября по 1 ноября 1915 года. Результатом стала победа Либеральной партии, которая получила 74 из 123 мест в Стортинге.

## Избирательная система
Выборы проходили по мажоритарной системе в одномандатных округах. В Стортинг избиралось 123 депутата. В округах, где никто не набрал большинства голосов, были проведены перевыборы. Избирательным правом обладали все граждане старше 25 лет. Это были первые парламентские выборы с всеобщим избирательным правом также для женщин. Число женщин, имеющих право голоса, увеличилось с 324 990 в 1912 году до 827 274.

## Ход выборов
Первый тур выборов состоялся 1 октября 1912 года. В 1-м туре было избрано 57 депутатов: 42 от от сельских округов и 15 от городских. В остальных 66 округах с 22 октября по 1 ноября 1915 года был проведён 2-й тур.

## Результаты
| Партия                                | Партия                                | Голоса    | %    | Места | +/-   |
| ------------------------------------- | ------------------------------------- | --------- | ---- | ----- | ----- |
|                                       | Либеральная партия                    | 204 243   | 33,1 | 74    | +4    |
|                                       | Рабочая партия                        | 198 111   | 32,1 | 19    | -4    |
|                                       | Консервативная партия                 | 179 028   | 29,0 | 20    | 0     |
|                                       | Левая либеральная партия              | 179 028   | 29,0 | 1     | -4    |
|                                       | Рабочие демократы                     | 25 658    | 4,2  | 6     | 0     |
|                                       | Норвежская аграрная ассоциация        | 6 351     | 1,0  | 1     | новая |
|                                       | Партия воздержания                    | 3 820     | 0,1  | 0     | 0     |
|                                       | Кандидаты за мир                      | 413       | 0,1  | 0     | новая |
|                                       | Независимые                           | -         | -    | 2     | новая |
|                                       | Прочие голоса                         | 46        | 0,0  | 0     | -     |
| Недействительных/пустых бюллетеней    | Недействительных/пустых бюллетеней    | 8 285     | -    | -     | -     |
| Всего                                 | Всего                                 | 625 955   | 100  | 123   | 0     |
| Зарегистрированных избирателей / Явка | Зарегистрированных избирателей / Явка | 1 086 657 | 57,6 | -     | -     |
| Источники: Nohlen & Stöver            |                                       |           |      |       |       |